# Marc Rosset
Marc Rosset (* 7. November 1970 in Genf) ist ein ehemaliger Schweizer Tennisspieler und war von 2002 bis Juli 2005 Captain der Schweizer Davis-Cup-Mannschaft.

## Leben
Rosset war schon als Jugendlicher erfolgreich und stand auf Rang 4 der Junioren-Weltrangliste. 1989 gewann er in Genf auf Sand im Endspiel gegen den Argentinier Guillermo Pérez Roldán sein erstes Profiturnier. Er ist ungewöhnlich gross (2,01 m) für einen Tennisspieler, war dadurch aber einer der gefürchtetsten Aufschläger auf der Tour. Lange Jahre hielt er mit 215 km/h die Bestmarke für den schnellsten gemessenen Aufschlag. Insgesamt gelangen ihm 15 Turniersiege im Einzel auf allen Belägen. Seine höchste Weltranglisten-Platzierung im Einzel hatte er im September 1995 mit Position 9 inne, seine beste Notierung im Doppel war Position 8 im Jahr 1992.
Sein grösster Erfolg in einem Grand-Slam-Turnier-Einzel war das Erreichen des Halbfinals bei den French Open 1996. Auch im Doppel war Rosset erfolgreich, ihm gelangen acht Doppeltitel. Sein langjähriger Doppelpartner war sein Landsmann Jakob Hlasek, mit dem er 1992 die French Open im Doppel gewann.
1992 erreichte Rosset mit dem Schweizer Davis-Cup-Team den Final, dort unterlagen die Schweizer allerdings den Vereinigten Staaten mit 1:3. Von 2002 bis 2005 war er Captain der Schweizer Davis-Cup-Mannschaft. 1996 gewann er mit der Schweizer Mannschaft den World Team Cup in Düsseldorf. Bei den Olympischen Spielen in Barcelona 1992 besiegte er im Endspiel des Herreneinzels den Spanier Jordi Arrese in fünf Sätzen und wurde überraschend Olympiasieger. Er gewann damals als einziger Schweizer eine olympische Medaille. Im Oktober 2005 absolvierte er bei den Swiss Indoors in der Doppel-Konkurrenz seinen letzten Einsatz auf der Profitour, seine letzte Einzelpartie bestritt er bereits im Februar 2005 beim Challenger-Turnier in Lübeck. Danach beendete er seine Profikarriere.
Im September 1998 entging Rosset nur knapp dem Absturz des Swissair-Flugs 111 über Neuschottland. Nach dem Ausscheiden bei den US Open hatte er kurzfristig umgebucht. Aufsehen erregte Rosset auch durch seinen folgenreichen Wutausbruch: Im Final des Hopman Cup 1996 führte er gemeinsam mit Martina Hingis im entscheidenden dritten Satz gegen das Doppel Goran Ivanišević und Iva Majoli. Aus Verärgerung über vier vergebene Matchbälle schlug er mit der Faust heftig gegen eine Bande. Verletzungsbedingt musste er deswegen aufgeben, später wurde ein Haarriss in der Hand diagnostiziert.

## Erfolge
| Legende (Anzahl der Siege)                                |
| Olympisches Gold (1)                                      |
| Grand Slam (1)                                            |
| Tennis Masters Cup                                        |
| ATP Masters Series (1)                                    |
| ATP Championship Series ATP International Series Gold (2) |
| ATP World Series ATP International Series (18)            |
| ATP Challenger Tour (5)                                   |

### Einzel

#### Turniersiege

##### ATP Tour
| Nr. | Datum              | Turnier        | Belag     | Finalgegner            | Ergebnis                |
| --- | ------------------ | -------------- | --------- | ---------------------- | ----------------------- |
| 1.  | 17. September 1989 | Genf           | Sand      | Guillermo Pérez Roldán | 6:4, 7:5                |
| 2.  | 22. Oktober 1990   | Lyon (1)       | Teppich   | Mats Wilander          | 6:3, 6:2                |
| 3.  | 3. August 1992     | Barcelona      | Sand      | Jordi Arrese           | 7:6, 6:4, 3:6, 4:6, 8:6 |
| 4.  | 16. November 1992  | Moskau (1)     | Teppich   | Carl-Uwe Steeb         | 6:3, 6:2                |
| 5.  | 8. Februar 1993    | Marseille (1)  | Teppich   | Jan Siemerink          | 6:2, 7:6                |
| 6.  | 30. August 1993    | Long Island    | Hartplatz | Michael Chang          | 6:4, 3:6, 6:1           |
| 7.  | 15. November 1993  | Moskau (2)     | Teppich   | Patrik Kühnen          | 6:4, 6:3                |
| 8.  | 7. Februar 1994    | Marseille (2)  | Teppich   | Arnaud Boetsch         | 7:6, 7:6                |
| 9.  | 24. Oktober 1994   | Lyon (2)       | Teppich   | Jim Courier            | 6:4, 7:6                |
| 10. | 24. April 1995     | Nizza          | Sand      | Jewgeni Kafelnikow     | 6:4, 6:0                |
| 11. | 26. Juni 1995      | Halle          | Rasen     | Michael Stich          | 3:6, 7:6, 7:6           |
| 12. | 24. Februar 1997   | Antwerpen      | Hartplatz | Tim Henman             | 6:2, 7:5, 6:4           |
| 13. | 15. Februar 1999   | St. Petersburg | Teppich   | David Prinosil         | 6:3, 6:4                |
| 14. | 14. Februar 2000   | Marseille (3)  | Hartplatz | Roger Federer          | 2:6, 6:3, 7:6           |
| 15. | 27. Februar 2000   | London         | Hartplatz | Jewgeni Kafelnikow     | 6:4, 6:4                |

##### Challenger Tour
| Nr. | Datum              | Turnier    | Belag     | Finalgegner      | Ergebnis         |
| --- | ------------------ | ---------- | --------- | ---------------- | ---------------- |
| 1.  | 3. September 1989  | Nyon       | Sand      | Roland Stadler   | 7:6, 6:1         |
| 2.  | 24. September 1989 | Messina    | Sand      | Magnus Larsson   | 6:1, 6:1         |
| 3.  | 2. Dezember 2001   | Mailand    | Teppich   | Juri Schtschukin | 3:6, 6:1, 6:4    |
| 4.  | 9. November 2003   | Bratislava | Hartplatz | John van Lottum  | 3:6, 6:3, 6:0    |
| 5.  | 23. November 2003  | Prag       | Teppich   | Dick Norman      | 7:64, 6:71, 7:63 |

#### Finalteilnahmen
| Nr. | Datum              | Turnier        | Belag     | Finalgegner      | Ergebnis           |
| --- | ------------------ | -------------- | --------- | ---------------- | ------------------ |
| 1.  | 6. Mai 1990        | Madrid         | Sand      | Andrés Gómez     | 3:6, 6:7           |
| 2.  | 27. Mai 1990       | Bologna        | Sand      | Richard Fromberg | 6:4, 4:6, 6:7      |
| 3.  | 21. August 1994    | New Haven      | Hartplatz | Boris Becker     | 3:6, 5:7           |
| 4.  | 6. November 1994   | Paris          | Teppich   | Andre Agassi     | 3:6, 3:6, 6:4, 5:7 |
| 5.  | 3. März 1996       | Mailand        | Teppich   | Goran Ivanišević | 3:6, 6:73          |
| 6.  | 14. September 1997 | Taschkent      | Hartplatz | Tim Henman       | 6:7, 4:6           |
| 7.  | 15. Februar 1998   | St. Petersburg | Teppich   | Richard Krajicek | 4:6, 6:7           |
| 8.  | 22. Februar 1998   | Antwerpen      | Teppich   | Greg Rusedski    | 6:7, 6:3, 1:6, 4:6 |

### Doppel

#### Turniersiege
| Nr. | Datum              | Turnier     | Belag     | Partner          | Finalgegner                      | Ergebnis      |
| --- | ------------------ | ----------- | --------- | ---------------- | -------------------------------- | ------------- |
| 1.  | 16. September 1991 | Genf        | Sand      | Sergi Bruguera   | Per Henricsson Ola Jonsson       | 3:6, 6:3, 6:3 |
| 2.  | 6. Januar 1992     | Adelaide    | Hartplatz | Goran Ivanišević | Mark Kratzmann Jason Stoltenberg | 7:6, 7:6      |
| 3.  | 18. Mai 1992       | Rom         | Sand      | Jakob Hlasek     | Wayne Ferreira Mark Kratzmann    | 6:4, 3:6, 6:1 |
| 4.  | 8. Juni 1992       | French Open | Sand      | Jakob Hlasek     | David Adams Andrei Olchowski     | 7:6, 6:7, 7:5 |
| 5.  | 26. Oktober 1992   | Lyon        | Teppich   | Jakob Hlasek     | Neil Broad Stefan Kruger         | 6:1, 6:3      |
| 6.  | 12. Juli 1993      | Gstaad      | Sand      | Cédric Pioline   | Hendrik Jan Davids Piet Norval   | 6:3, 3:6, 7:6 |
| 7.  | 6. Oktober 1997    | Basel       | Teppich   | Tim Henman       | Karsten Braasch Jim Grabb        | 7:6, 6:7, 7:6 |
| 8.  | 20. September 1999 | Taschkent   | Hartplatz | Oleg Ogorodov    | Mark Keil Lorenzo Manta          | 7:6, 7:6      |

#### Finalteilnahmen
| Nr. | Datum         | Turnier   | Belag | Partner            | Finalgegner                    | Ergebnis      |
| --- | ------------- | --------- | ----- | ------------------ | ------------------------------ | ------------- |
| 1.  | 19. Juli 1992 | Stuttgart | Sand  | Javier Sánchez     | Glenn Layendecker Byron Talbot | 6:4, 3:6, 4:6 |
| 2.  | 16. Juli 1995 | Gstaad    | Sand  | Arnaud Boetsch     | Luis Lobo Javier Sánchez       | 7:6, 6:7, 6:7 |
| 3.  | 11. Juli 2004 | Gstaad    | Sand  | Stanislas Wawrinka | Leander Paes David Rikl        | 4:6, 2:6      |